# دین هوری

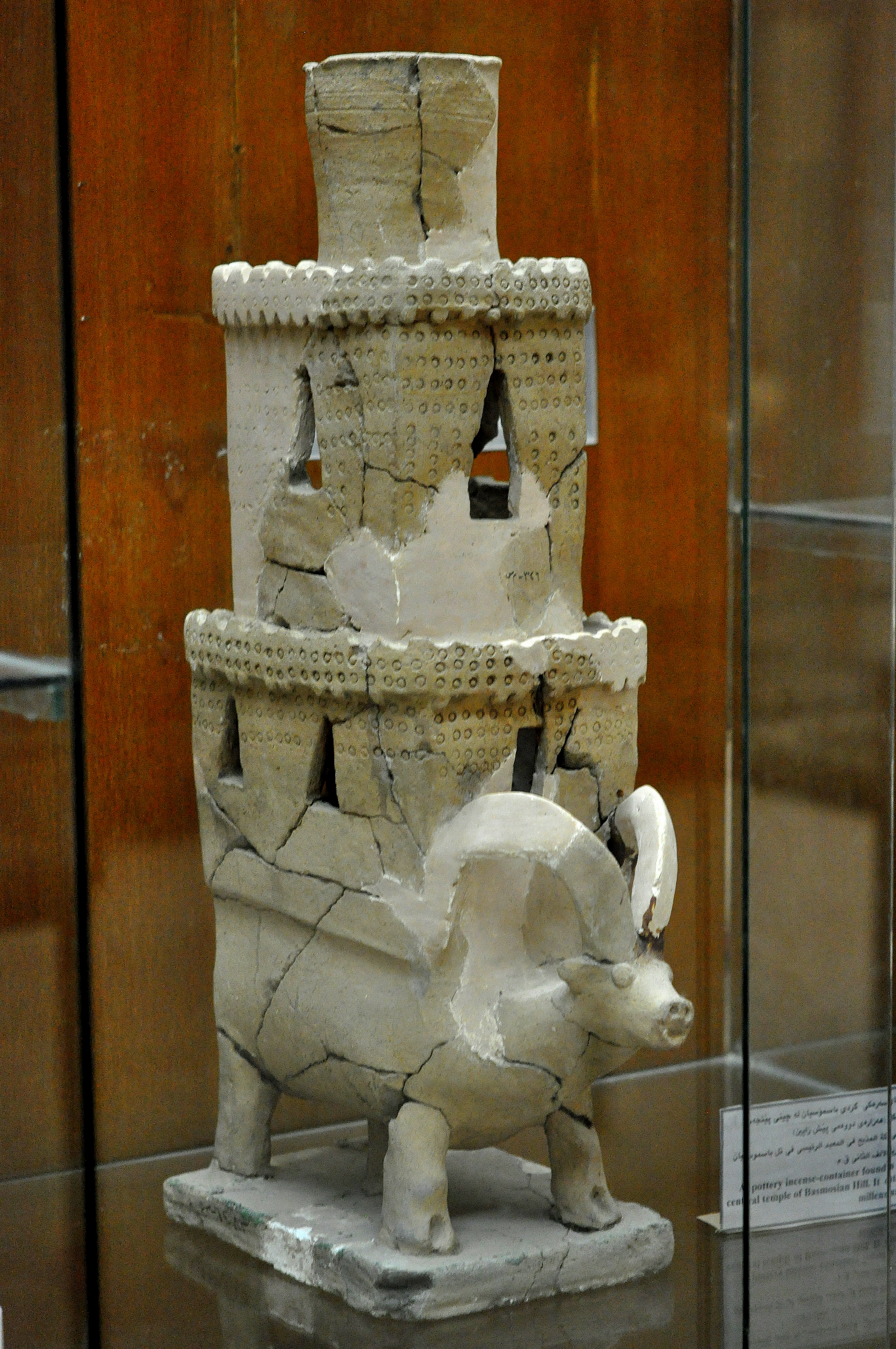
یک ظرف سفالی مخصوص بخور که در لایه ۵ سکوی محراب معبد مرکزی تپه بس‌موسیان یافت شده است. دوره هوریانی، هزاره دوم پیش از میلاد. موزه سلیمانیه، عراق

دین هوری، دین چندخدایی هوری‌ها بود. هوری‌ها مردمان عصر برنز در خاور نزدیک بودند که عمدتا در شمال هلال حاصلخیز  اقامت داشتند. قدیمی‌ترین شواهد از این تمدن از هزاره سوم پیشا دوران مشترک به دست آمده‌اند اما بهترین شواهد از هزاره دوم پیشا دوران مشترک هستند. مدارک اخیر، از منابعی به خط میخی  هستند که نه فقط به زبان هوری بلکه به زبان‌های اکدی، هیتی و اوگاریتی نوشته شده‌اند. این دین از طریق تماس‌های بین هوری‌ها و فرهنگ‌های مختلفی که با آنها همزیستی داشتند، ایجاد شد. در نتیجه، پانتئون هوریان هم شامل خدایان بومی هوری و هم خدایانی با منشا خارجی بود که از باورهای بین‌النهرینی، سوری (عمدتا ابلایی و اوگاریتی)، آناتولی و عیلامی اقتباس شده بود. فرهنگ هوری‌ها کاملا همگون نبود و سنت‌های مذهبی محلی گوناگون در منابع قلمروهای پادشاهی هوری، مانند عرفه، کیزوواتنا و میتانی و نیز شهرهایی با جمعیت قابل توجه هوری مانند اوگاریت و آلالاخ، ثبت شده است. 
اثر دین هوری بر دین هیتی به خوبی اثبات شده است. پانتئون هوری در نقش برجسته‌های صخره‌ای در مکان مقدس هیتی در یازلیکایا به تصویر کشیده شده است که قدمت آن به قرن سیزدهم پیشا دوران مشترک برمی‌گردد. کاتبان هیتی همچنین بسیاری از اسطوره‌های هوری را به زبان خود ترجمه کردند، آنها احتمالا این کار را بر اساس نسخه‌های شفاهی که خوانندگان هوری نقل می‌کردند، به انجام رساندند. از جمله شناخته‌شده‌ترین این تصنیف‌ها، چرخه اسطوره‌هایی است که درگیری‌های بین کوماربی و پسرش تشوب را توصیف می‌کند و نیز آهنگ رهایی. اثرگذاری دین هوری بر دین اوگاریتی و بین‌النهرینی نیز مورد توجه قرار گرفته است، اگرچه آنان از گستردگی کمتری برخوردارند. علاوه بر این، چنین استدلال شده است که اسطوره‌های هوری درباره درگیری بر سر جانشینی بین پادشاهان ازلی گوناگون بر شعر تئوگونیای هزیود نیز تاثیر گذاشته است.

## بررسی
هوری‌ها از جمله ساکنان بخش‌هایی از خاور نزدیک باستان بودند.

## خدایان
هوری‌ها خدایان بسیاری با پیشینه‌های گوناگون را می‌پرستیدند، برخی از آنها بومی هوری بودند، در حالی که برخی دیگر از سایر پانتئون‌ها اتخاذ شده بودند یا از طریق فرایند تلفیق شکل گرفتند.

## مرکزهای دینی
مراکز زندگی دینی هوری در معابدی بودند که به نام پورلی یا پوروله شناخته می‌شدند.

## اسطوره‌شناسی
اساطیر هوری بیشتر از طریق ترجمه‌های هیتی و نیز از قطعاتی به زبان مادری شناخته شده‌اند که دسته دوم به خوبی حفظ نشده است. در انجامه‌ها معمولا با لوگوگرام سومری SÌR («آهنگ») به این قطعات اشاره می‌کنند. این احتمال وجود دارد که خوانندگان هوری  اسطوره‌ها را به شکل شفاهی (خواندن برای کاتبان) به شهرهای هیتی منتقل کرده باشند.

### چرخه کوماربی
چرخه کوماربی به عنوان «بی‌تردید شناخته‌شده‌ترین اثر ادبی کشف‌شده در آرشیو هیتی‌ها» توصیف شده‌است. همانگونه که گری بکمن اشاره کرده است، در حالی که اسطوره‌های درباره‌ کوماربی اکثرا از ترجمه‌های هیتی شناخته شده‌اند، اما مضامین آنها مانند درگیری بر سر پادشاهی در آسمان، بازتاب الهیات هوری است و نه هیتی. آنها معمولا «چرخه» نامیده می‌شوند اما آلفونسو آرچی اشاره می‌کند که این اصطلاح ممکن است ناکافی باشد، زیرا آشکارا تعداد زیادی اسطوره درباره درگیری بین تشوب و کوماربی وجود دارد و در حالی که این اساطیر مرتبط هستند همه آنها را می‌توان مستقل نیز در نظر گرفت. آنا ماریا پولوانی پیشنهاد می‌کند که بیش از یک «چرخه» از اساطیر وجود داشته که بر کوماربی متمرکز هستند. اسطوره‌هایی که معمولا بخشی از چرخه کوماربی را شکل می‌دهند عبارتند از:آهنگ کوماربی، آهنگ لاما، آهنگ نقره، آهنگ هدامو و آهنگ اولیکومی. نمونه‌هایی خارج از این گروه‌بندی مرسوم عبارتند از آهنگ ائا و دیو که درباره خدای ازلی التارا است و نیز اساطیری که درباره مبارزه با دریای شخصیت‌یافته است.